# Зяброногі раки
Зяброногі раки (Branchiopoda) — клас тварин підтипу ракоподібні (Crustacea). Наукову назву класу, Branchiopoda, слід не плутати із Brachiopoda (тип Плечоногі). Викопні рештки зустрічалися з кембрію.
Налічує близько 1500 видів. Деякі види добре вивчені, наприклад Артемія (Artemia salina), представник ряду Анострак, що зустрічається в гіпергалійних водоймах), дафнії, і використовуються як корм в акваріумістиці або як об'єкт вивчення. 

## Загальні відомості
Примітивні ракоподібні з непостійною кількістю сегментів. Голова складається з протоцефалону та трьох вільних щелепних сегментів. Ротові придатки розвинені слабко, мандибули позбавлені ендоподит. Органи зору — два фасеткових ока та одне наупліальне. Грудний відділ включає різну кількість гомономних сегментів, на них розташовані листоподібні та слабко хітинізовані дворозгалуджені кінцівки. Кінцівки грудного відділу багатофункціональні — беруть участь у диханні, пересуванні, направленні їжі до ротового отвору. Черево закінчується фуркою, черевні кінцівки відсутні. Нервова система типу мотузкової драбини.
Зяброноги плавають, рухаючи в єдиному ритмі всіма ніжками, а численні війки фільтрують з води частинки їжі. Коли зяброног відштовхується всіма лапками назад, їжа з потоком води потрапляє на липкий шар на передніх лапках, які і направляють її до ротового отвору. Ті ж кінцівки діють як зябра, поглинаючи кисень з води крізь тонку кутикулу. 

## Екологія та значення
Усі зяброногі — вільноживучі ракоподібні, зустрічаються переважно у прісних водоймах. Морські види нечисленні. Деякі представники (дафнія, артемія) широко використовуються у акваріумістиці як корм для риб.